# گروسهایرات
گروسهایرات (به آلمانی: Großheirath) یک شهر در آلمان است که در Coburg واقع شده‌است. گروسهایرات ۲٬۵۷۹ نفر جمعیت دارد.